# 남모
남모공주(南毛公主)는 신라의 공주, 왕족으로 법흥왕과 보과공주 부여씨의 딸이며 백제 동성왕의 외손녀였다. 경쟁자인 준정과 함께 신라의 초대 원화(여성 화랑)었다.
그가 준정에게 암살당한 것을 계기로 화랑은 여성이 아닌 남성 미소년으로 선발하게 되었다. 신라 진흥왕에게는 사촌 누나이자 이모가 된다.

## 생애
신라의 청소년 조직이었던 화랑도는 처음에는 남모, 준정 두 미녀를 뽑아 이를 `원화'라 했으며 이들 주위에는 300여 명의 무리를 따르게 하였다. 그러나 준정과 남모는 서로 최고가 되고자 시기하였다.
준정은 박영실을 섬겼는데, 지소태후는 자신의 두 번째 남편이기도 한 그를 싫어해서 준정의 원화를 없애고 낭도가 부족한 남모에게 위화랑의 낭도를 더해주었다. 그 뒤 남모는 준정의 초대로 그의 집에 갔다가 억지로 권하는 술을 받아마시고 취한 뒤 준정에 의해 강물에 던져져 살해되었다.
이 일이 발각돼 준정도 사형에 처해지고 나라에서는 귀족 출신의 잘생기고 품행이 곧은 남자를 뽑아 곱게 단장한 후 이를 화랑이라 칭하고 받들게 하였다..

## 가계
- 부왕 : 신라 제 23대 국왕 법흥왕
- 모후 : 보과공주 부여씨(宝果公主 扶餘氏)
  - 공주 : 남모공주
- 외조부 : 백제 제 24대 국왕 동성왕
- 외조모 : 신라 이찬비지의 딸
- 남편 : 미진부(2대 풍월주)

## 관련 작품
- 《화랑전사 마루》(KBS, 2006년, 배우:박효빈)

## 같이 보기
- 신라 법흥왕
- 백제 동성왕
- 준정
- 화랑